# Gai Sulpici Gal (cònsol 166 aC)
Gai Sulpici Gal (en llatí Caius Sulpicius C. F. C. N. Gallus) va ser un magistrat romà que va viure al segle ii aC. Formava part de la gens Sulpícia.
Ciceró l'elogia molt en diversos passatges dels seus escrits i diu que era el romà que sabia més grec de tots, que era un orador destacat, una persona elegant i una ment refinada amb grans coneixements d'astronomia. Quint Sulpici Gal (Quintus Sulpicius Gallus), el seu fill, va morir molt jove i el pare va portar aquesta mort amb una gran dignitat.
Quan els ambaixadors d'alguns pobles o ciutats d'Hispània van anar a Roma a queixar-se de l'avarícia i les extorsions dels governadors i comandants romans, el senat els va permetre designar quatre patrons entre romans d'alt rang. Gal va ser un d'aquestos patrons.
Va ser també elegit pretor, càrrec que va exercir l'any 169 aC i se li va donar la ciutat de Roma com a territori jurisdiccional, equivalent a una província. Durant el gran reclutament que es va fer per la guerra contra el Regne de Macedònia, va protegir els plebeus, és a dir, els més desafavorits, contra la severitat dels cònsols.
L'any 168 aC va servir com a tribú militar a l'exèrcit del seu amic Luci Emili Paul·le. Un dia va reunir la tropa amb permís del general, i els va anunciar que cert dia a certa hora es produiria un eclipsi de lluna i que no s'havien d'alarmar i mirar-ho no com un prodigi, sinó com una cosa natural. Efectivament l'eclipsi es va complir i els soldats li van dedicar honors divins. Segons Plini el Vell, va ser el primer romà en explicar el fenomen dels eclipsis, tant de Sol com de Lluna. A la tardor de l'any següent (167 aC) va assolir el comandament del campament romà quan Paul·le va sortir d'inspecció per Grècia i després va tornar a Roma.
Gal també va tornar a Roma poc després a temps pels comicis de finals d'any, on va ser elegit cònsol pel 166 aC. En el seu consolat va fer la guerra amb èxit als lígurs als que va sotmetre i en tornar a Roma va rebre els honors del triomf. Va morir aproximadament l'any 149 aC.